# Martín Hidalgo
Emilio Martín Hidalgo Conde ou simplesmente Martín Hidalgo (Lima, 15 de Junho de 1976) é um ex-futebolista peruano que atuava como lateral-esquerdo.

## Carreira

### Internacional
Hidalgo chegou por empréstimo ao Sport Club Internacional, em agosto de 2006, para reforçar o time, então campeão da Copa Libertadores da América. Atuou no Campeonato Brasileiro de 2006, onde foi vice-campeão, e jogou a primeira partida do Colorado no Mundial de Clubes FIFA no final do ano. Em 2007, Hidalgo participou pouco dos jogos do Inter, muito disso devido as instáveis negociações entre o clube gaúcho e o Club Libertad do Paraguai, detentor dos direitos do jogador. Em agosto de 2007, com o fim do contrato de empréstimo, Hidalgo deixou o Beira-Rio em definitivo.

### Grêmio
No dia 8 de agosto, menos de uma semana depois de sua dispensa do Internacional, o maior rival da equipe colorada, o Grêmio, anunciou a contratação de Hidalgo, por empréstimo, até metade de 2008. Em julho de 2008, Hidalgo deixou o Grêmio, após o final de seu empréstimo ao clube gaúcho. A esta época, ele não estava sendo mais muito utilizado no time.

## Seleção
Ele fez parte do elenco da Seleção Peruana de Futebol da Copa América de 2004[carece de fontes?]

## Títulos
Sporting Cristal
- Campeonato Peruano de Futebol: 1995 e 1996

Alianza Lima
- Campeonato Peruano de Futebol:  2004

Libertad
- Campeonato Paraguaio de Futebol: 2006

Internacional
- Campeonato Mundial de Clubes da FIFA 2006
- Recopa Sul-Americana: 2007